# Никольское (Липицкое сельское поселение)
Никольское — деревня в Чернском районе Тульской области. Входит в состав Липицкого муниципального образования.

## История
В 1961 году указом Президиума Верховного Совета РСФСР деревня Никольское-Буксгевдено переименована в Никольское.

## Население
| 2010 |
| ---- |
| 0    |